# Italochrysa
Italochrysa is een geslacht van insecten uit de familie van de gaasvliegen (Chrysopidae), die tot de orde netvleugeligen (Neuroptera) behoort.

## Soorten
- I. aequalis (Walker, 1853)
- I. albescens (Navás, 1932)
- I. ampla Hölzel & Ohm, 2003
- I. amplipennis Tjeder, 1966
- I. asirensis Hölzel, 1980
- I. banksi New, 1980
- I. bimaculata Hölzel, 1980
- I. boueti (Navás, 1927)
- I. brevicornis C.-k. Yang & X.-x. Wang, 1994
- I. burgeoni (Navás, 1924)
- I. carletoni (Banks, 1939)
- I. clara Hölzel & Ohm, 2003
- I. conflexa C.-k. Yang et al., 1999
- I. conspicua Hölzel & Ohm, 2003
- I. cuneata (Navás, 1911)
- I. chloromelas (Girard, 1862)
- I. deqenana C.-k. Yang, 1986
- I. everetti (Van der Weele, 1909)
- I. exilis Tjeder, 1966
- I. facialis (Banks, 1910)
- I. falcata Tjeder, 1966
- I. ferruginea (McLachlan, 1869)
- I. flavobrunnea Ghosh, 1981
- I. froggatti (Esben-Petersen, 1914)
- I. fulvicornis Kimmins, 1956
- I. furcata C.-k. Yang et al., 1999
- I. gagginoi (Navás, 1929)
- I. gigantea (McLachlan, 1867)
- I. gillavryi (Navás, 1924)
- I. guerini (Navás, 1911)
- I. henryi (Kimmins, 1938)
- I. illustris Hölzel & Ohm, 2003
- I. impar (Navás, 1912)
- I. insignis (Walker, 1853)
- I. italica (Rossi, 1790)
- I. japonica (McLachlan, 1875)
- I. jubilaris (Navás, 1925)
- I. lata (Banks, 1910)
- I. lefroyi (Needham, 1909)
- I. limbata (Navás, 1924)
- I. lobini Hölzel & Ohm, 1982
- I. longlingana C.-k. Yang, 1986
- I. luddemanni (Navás, 1935)
- I. ludekingi (Van der Weele, 1909)
- I. ludingana C.-k. Yang et al., 1992
- I. lyrata Tjeder, 1966
- I. maclachlani (Wallengren, 1875)
- I. madagassa Hölzel & Ohm, 1995
- I. megista X.-x. Wang & C.-k. Yang, 1992
- I. modesta (Navás, 1935)
- I. mozambica (Walker, 1860)
- I. nanpingana C.-k. Yang et al., 1999
- I. necopinata Hölzel & Ohm, 2003
- I. neobritannica (Navás, 1913)
- I. nevrodes (Rambur, 1842)
- I. nigrinervis (Esben-Petersen, 1917)
- I. nigrovenosa Kuwayama, 1970
- I. nobilis Hölzel & Ohm, 2003
- I. nossibensis (Navás, 1928)
- I. oberthuri (Navás, 1908)
- I. okavangoensis Tjeder, 1966
- I. orientalis C.-k. Yang et al., 1999
- I. pallicornis (Banks, 1920)
- I. pardalina C.-k. Yang et al., 1999
- I. peringueyi (Esben-Petersen, 1920)
- I. pittawayi Hölzel, 1988
- I. punctistigma (Esben-Petersen, 1918)
- I. robusta (Needham, 1909)
- I. rufostigma (McLachlan, 1867)
- I. rugosa Tsukaguchi in Tsukaguchi & Yukawa, 1988
- I. sectoria (Navás, 1926)
- I. serrata Tjeder, 1966
- I. sichuanica C.-k. Yang et al., 1992
- I. similis Tjeder, 1966
- I. simplex (Banks, 1920)
- I. sinuolata C.-k. Yang et al., 1999
- I. soror Tjeder, 1966
- I. stigmalis (Navás, 1928)
- I. stigmatica (Rambur, 1838)
- I. stitzi (Navás, 1925)
- I. talaverae (Navás, 1928)
- I. temerata (Navás, 1914)
- I. tibialis (Navás, 1913)
- I. turneri (Kimmins, 1948)
- I. uchidae (Kuwayama, 1927)
- I. una C.-k. Yang et al., 1999
- I. uncata C.-k. Yang et al., 1999
- I. vansoni Tjeder, 1966
- I. variegata (Burmeister, 1839)
- I. vartianorum Hölzel, 1967
- I. wulingshana X.-x. Wang & C.-k. Yang, 1992
- I. wuyishana C.-k. Yang et al., 1999
- I. yongshengana C.-k. Yang et al., 1992
- I. yunnanica C.-k. Yang, 1986
- I. zulu Tjeder, 1966